# David Richards (Musikproduzent)
David Richards (* 1956 in London; † 20. Dezember 2013 in der Schweiz) war ein britischer Musikproduzent.

## Leben
David Richards war seit 1977 in den Mountain Studios in Montreux, die sich lange Zeit im Besitz der Rockband Queen befanden, als (Ko-)Produzent und Toningenieur an zahlreichen Alben von David Bowie, Queen, Chris Rea und anderen Musikern beteiligt. Einige Zeit nach Freddie Mercurys Tod im Jahr 1991 übernahm Richards das Studio von Queen.
Seine Zusammenarbeit mit Queen begann im Jahr 1979 als Toningenieur der Doppel-LP Live Killers. In den folgenden Jahren wirkte Richards als Koproduzent, Songautor und Keyboarder an Roger Taylors ersten beiden Solo-Alben mit. Gemeinsam produzierten sie Mitte der 1980er Jahre einige Projekte anderer Musiker, darunter Jimmy Nails Single Love Don’t Live Here Anymore, die in den britischen Charts Platz drei erreichte. Von 1986 bis 1995 war David Richards Koproduzent der in diesem Zeitraum erschienenen Studioalben von Queen, dazu zählen beispielsweise A Kind of Magic und Innuendo.
Des Weiteren arbeitete Richards u. a. für Miles Davis, Duran Duran, Bryan Ferry, Al Jarreau, Chaka Khan, B. B. King, Led Zeppelin, Iggy Pop und Sting. Er produzierte zahlreiche Veröffentlichungen des Montreux Jazz Festivals.
David Richards starb am 20. Dezember 2013 nach längerer Krankheit in der Schweiz.

## Diskografie
Von Richards (ko-)produzierte Alben:
- 1983: Chris Rea – Water Sign
- 1984: Roger Taylor – Strange Frontier
- 1984: Chris Rea – Wired to the Moon
- 1985: Jimmy Nail – Take It or Leave It (Single: Love Don’t Live Here Anymore)[4]
- 1985: Feargal Sharkey – Loving You[4] (Single)
- 1985: Chris Rea – Shamrock Diaries
- 1986: Chris Rea – On the Beach
- 1986: Queen – A Kind of Magic
- 1986: Iggy Pop – Blah Blah Blah
- 1986: Virginia Wolf – Virginia Wolf[4]
- 1987: David Bowie – Never Let Me Down
- 1988: The Cross – Shove It
- 1988: Freddie Mercury & Montserrat Caballé – Barcelona
- 1989: Queen – The Miracle
- 1991: Queen – Innuendo
- 1993: David Bowie – The Buddha of Suburbia
- 1995: David Bowie – Outside
- 1995: Queen – Made in Heaven

Weitere Tonträger, an denen Richards als Toningenieur und Keyboarder beteiligt war:
- 1977: David Bowie – “Heroes” (Toningenieur)
- 1979: David Bowie – Lodger (Toningenieur)
- 1979: Queen – Live Killers (assistierender Toningenieur)
- 1981: Roger Taylor – Fun in Space (Toningenieur, Keyboards)
- 1983: Klaus Hoffmann – Ciao Bella (Toningenieur)
- 1984: David Bowie – Tonight (Toningenieur)
- 1986: Queen – Live Magic (Aufnahmen von Mack and Richards)
- 1989: Tin Machine – Tin Machine (Toningenieur)
- 1992: Brian May – Back to the Light (Toningenieur, Aufnahme, Mix der Tracks Driven by You, Last Horizon und Just One Life)
- 1993: Klaus Hoffmann – Sänger (Toningenieur)
- 1993: David Bowie – Black Tie White Noise (Keyboards)
- 1998: Brian May – Another World (zusätzliche Aufnahmen für Why Don’t We Try Again; Mix des Songs Another World)
- 2000: Swiss Blues Authority feat. Polo Hofer - Kind Of Blue (Warner Music Switzerland)[5]
- 2004: 46664 (DVD; Mix)